# Alair Gomes
Alair de Oliveira Gomes (* 21. Dezember 1921 in Valença, Bundesstaat Rio de Janeiro, Brasilien; † 2. August 1992 in Rio de Janeiro, Brasilien) war ein brasilianischer Hochschullehrer, Kunstkritiker, Ingenieur und Kunstphotograph.
Er gilt als wichtigster Kunstphotograph homoerotischer Art in Brasilien des 20. Jahrhunderts und war ein Pionier auf diesem Gebiet in seinem Land.

## Leben und Wirken
Oliveira Gomes wurde in Valença, einer Stadt im Bundesstaat Rio de Janeiro, geboren und studierte Bau- und Elektrotechnik in Rio de Janeiro, seinen Abschluss machte er 1944. Daneben folgten weitere Studien in Biologie, Mathematik, Physik und Philosophie. Das brachte ihm eine Gastprofessur 1962 und 1963 an der Yale-Universität ein sowie einen Lehrauftrag am Instituto Carlos Chagas Filho der Universität von Rio de Janeiro.
Seit 1965 widmete er sich der Fotografie und war auch als Kunstkritiker tätig sowie als Mitbegründer 1977 bis 1979 der Photographieabteilung der Hochschule für Visuelle Künste Parque Lage in Rio de Janeiro.
Der Künstler wurde am 2. August 1992 in seinem Apartment in Rio de Janeiro ermordet.

## Das photographische Werk
Alair Gomes war ein Pionier erotischer Männerphotographie in Brasilien im 20. Jahrhundert. Nach seinem Tod fand man rund 170.000 unveröffentlichte Negative mit Aufnahmen in seiner Wohnung. Der Großteil seines Schaffens wurde in Brasilien, Lateinamerika und weltweit erst posthum bekannt.
Als er 1965 mit der Photographierei begonnen hatte, bereiste er für rund sechs Monate Europa und photographierte auch diverse Skulpturen und Männerakte, die er in besonderen Lichtformen aufnahm. Später widmete er sich komplett der Kunstphotographie.
1962 erhielt er ein Stipendium der Guggenheim-Stiftung.
Werke von ihm befinden sich in der Tate Modern in London, in der Fondation Cartier in Paris sowie dem Museum of Modern Art in New York, 2012 wurde Werke von ihm auf der Kunstbiennale in São Paulo gezeigt. 2003 entstand der Dokumentarfilm „A morte de narciso“ (Der Tod von Narziss).
Eine Besonderheit im Werk von Gomes war, dass er direkt mit seiner Kamera von seinem Apartment in Rio de Janeiro aus (es lag direkt an der Copacabana) Photos von Passanten- zumeist jungen, erwachsenen Männern- machte, die er aber so geschickt photographierte, dass es Zufallsprodukte waren, in denen er den Augenblick festhielt und so der mannmännlichen Schönheit und Erotik einen eigenen Ausdruck verlieh.
Auch der Karneval von Rio de Janeiro war ein bevorzugtes Motiv.
Die Bilder sind nicht aufgesetzt, sie zeigen Männer auf der Straße, am Strand, Jugend und Schönheit vereint aus dem Blickwinkel des Künstlers.